# Ligidium riparum
Ligidium riparum är en kräftdjursart som beskrevs av Karl Wilhelm Verhoeff1943. Ligidium riparum ingår i släktet Ligidium och familjen gisselgråsuggor. Inga underarter finns listade i Catalogue of Life.